# Canoa/kayak ai Giochi della XVI Olimpiade - C1 1000 metri maschile
La competizione del C1 1000 metri di Canoa/kayak ai Giochi della XVI Olimpiade si è disputata il giorno 1º dicembre 1956 al bacino del lago Wendouree a Ballarat.

## Risultati

### Finale
| Pos.    | Atleta            | Nazione          | Tempo  |
| ------- | ----------------- | ---------------- | ------ |
| Oro     | Leon Rotman       | Romania          | 5'05"3 |
| Argento | István Hernek     | Ungheria         | 5'06"2 |
| Bronzo  | Gennady Bukharin  | Unione Sovietica | 5'12"7 |
| 4       | Karel Hradil      | Cecoslovacchia   | 5'15"9 |
| 5       | Franz Johannsen   | Germania         | 5'18"6 |
| 6       | Werner Wettersten | Svezia           | 5'28"0 |
| 7       | Bryan Harper      | Australia        | 5'37"6 |
| 8       | George Bossy      | Canada           | 5'39"4 |
| 9       | William Schuette  | Stati Uniti      | 5'47"7 |